# Erik Nielsen (svømmer)
 Der er flere personer med dette navn, se Erik Nielsen.
Erik Nielsen (født i 1949) er en dansk sportskommentator, og tidligere elitesvømmer. 

## Biografi
Som svømmer vandt han Danmarksmesterskabet i svømning, i disciplinerne: Butterfly og Medley (firekamp). 
Senere blev han headhuntet af Danmarks Radio som svømmekommentator under de Olympiske Lege. 
Erik's optrådte første gang som kommentator under OL i 1984. 
Her kommenterede han sig, sammen med Svend Gehrs, ind i alle danskeres hjerter. 
I 1988 var Erik tilbage, denne gang med Claus Borre som medkommentator. 
Denne duo kommenterede også under OL i 1992, hvorefter Erik Nielsen trak sig tilbage med begrundelsen:
"Det var en god tid, lad os stoppe på toppen".

### Højdepunkter som kommentator
- Kommentator under OL 1984 i Los Angeles
- Kommentator under OL 1988 i Seoul
- Kommentator under OL 1992 i Barcelona

### Højdepunkter som svømmer
- Vinder af DM i medley i 1967
- Vinder af DM i butterfly i 1967
- Vinder af DM i medley i 1968
- Vinder af DM i butterfly i 1968
- Vinder af DM i butterfly i 1969
- Vinder af DM i butterfly i 1970
- Vinder af DM i medley i 1971
- Vinder af DM i butterfly i 1971
- Foruden flere holdsejre ved DM, med Nakskov svømmeklub.

## Facts om Erik Nielsen
- Erik Nielsen købte som 18-årig sin første sportsvogn. Det var en grøn MG.
- Erik Nielsen er den eneste danske sportskommentator med en fanklub
- Erik Nielsen er kendt for at have sagt: "Mark Spitz, hvem er det?", da hans banerekord i Berlin blev slået af den 7-dobbelte OL-guldvinder.